# Kanton Bastia-1
Der Kanton Bastia-1 ist ein französischer Wahlkreis im Arrondissement Bastia, im Département Haute-Corse der Region Korsika. Er besteht aus einem Teilbereich der Stadt Bastia und der Gemeinde Ville-di-Pietrabugno.

## Gemeinden
Der Kanton hat 12.905 Einwohner (Stand: 1. Januar 2022) auf einer Gesamtfläche von 8,64 km²:
| Gemeinde             | Einwohner 1. Januar 2022 | Fläche km² | Dichte Einw./km² | Code INSEE | Postleitzahl |
| -------------------- | ------------------------ | ---------- | ---------------- | ---------- | ------------ |
| Bastia               | 9.718                    | 1,11       | 8.755            | 2B033      | 20200, 20600 |
| Ville-di-Pietrabugno | 3.187                    | 7,53       | 423              | 2B353      | 20200        |
| Kanton Bastia-1      | 12.905                   | 8,64       | 1.494            | 2B01       | –            |

1. ↑   Nur der nordöstliche Teil der Gemeinde, der Rest verteilt sich auf die Kantone Bastia-2, Bastia-3 und Bastia-4.

Bis zur landesweiten Neugliederung der Kantone 2015 bestand der Kanton Bastia-1 lediglich aus einem Teil der Stadt Bastia. Er besaß vor 2015 den INSEE-Code 2B03.